# Yuzo Kobayashi
Yuzo Kobayashi (Tokio, 15 november 1985) is een Japans voetballer.

## Carrière
Yuzo Kobayashi speelde tussen 2004 en 2010 voor Kashiwa Reysol. Hij tekende in 2011 bij Yokohama F. Marinos.